# Körforgás (X-akták)
A Körforgás (eredeti cím: Per Manum) az X-akták című amerikai sci-fi sorozat nyolcadik évadjának 13. epizódja, összességében a 174. rész. Elsőként 2001. február 18-án mutatta be a Fox Broadcasting Company. 
Az epizódban Scully és Doggett rejtélyes körülmények között teherbe esett nők ügyében nyomoz. A kismamák azt állítják, földönkívüli lények rabolták el és termékenyítették meg őket. Scully eközben saját terhessége miatt is aggódni kezd.

## Cselekmény
Kathy McCready terhes, akin sürgős császármetszést hajtanak végre. A férje segíti a készülődésben és próbálja megnyugtatni egy eltárt kórteremben. A megszületett gyermek pedig úgy néz ki, mint egy idegen.
John Doggett és Dana Scully, az FBI különleges ügynökei találkoznak Duffy Huskellel, aki beszámol nekik feleségéről, egy az idegenek által többször elrabolt nőről. A férfi úgy hiszi, feleségét orvosai megölték a szüléskor az idegen gyermek miatt. Elmondja, hogy feleségét egyik elrablása során rákkal betegítették meg, majd elrabolói meggyógyították. Duffy utalás tesz az ügynököknek a Marylandi Zeus Genetics cégről és mutat nekik egy ultrahang felvételt, amely úgy tűnik igazolja a történetét. Ahogy az ügynököktől távozik, Doggett megjegyzi a hasonlóságokat az ügy és Scully története között, habár ő még nem tudja, hogy Scully terhes. Egy visszaemlékezésben Mulder azt mondja Scullynak, hogy az elrablása (2. évad 6. /Fel a csillagokba és 8. /Egy lélegzet/ részek) okozta a terméketlenségét, petesejtjeit pedig genetikai kísérletek céljára gyűjtötték be. Mulder később megtalálja azokat egy titkos létesítményben ( 4. évad 14. /Készülj a halálra/ rész), de azok nem életképesek.
A Zeus Genetikai Klinikán Scully meghall kiabáló egy terhes nőt, Mary Hendershotot, aki azt mondja orvosának nem akarja, hogy továbbra is kezelje őt. Hogy elkerülje az észrevételt, Scully egy raktárhelyiségben rejtőzik el, amely tele van konzervált magzatokkal, amelyek a korábban látott idegen csecsemőkre hasonlítanak, de Dr. Lev felfedezi őt. Scully ekkor telefonál nőgyógyászának  Dr. Parentinek, aki éppen egy idegen magzatot készül felboncolni. Azt kéri tőle, hogy hasonlítsa össze az ő ultrahang felvételét azzal, amelyet korábban adott neki. Később amíg várakozik, hogy bejuthasson Dr. Parentihez ismét visszaemlékezik arra az időre, mikor szakvéleményt kért a petesejtjeiről Dr. Parentitől és ő azt mondta neki, azok életképesek és keressen magának egy spermadonort. A jelenben ismét telefonál, hogy bejuthasson az orvoshoz, aki biztosítja őt arról, hogy felvételein minden rendben van. Később Skinner és Doggett kihallgatja Duffyt, aki fenyegető leveleket írt Muldernek és Dr. Levnek és megölésükre tesz utalást bennük. Azonban mikor az ügynökök elengedik, Duffy felhívja Dr. Levet és figyelmezteti, hogy kihallgatták őt. Egy másik visszaemlékezésben Scully azt kéri Muldertől, legyen ő a donor, aki boldogan beleegyezik.
Scully figyelmezteti Hendershotot, a nőt a Zeus Geneticsből, hogy a még meg nem született gyermeke veszélyben van. Scully találkozik Doggettel és Skinnerrel és az FBI-tól való távollétét kéri. Miután Doggett otthagyja őket, Skinner megpróbálja meggyőzni Scullyt, hogy fedje fel terhességét Doggettnek. Scully és Mary Hendershot ellátogat egy katonai kutató kórházba, ahol mesterségesen megindítják Hendershot szülését. Amíg Hendershot felkészül az operációra, Scully ultrahangos vizsgálatot kér magának. A felvétel normálisnak látszik, de Scully rájön, hogy a monitoron csak egy egyszerű videót látott egy másik nő felvételéről. Felismeri, hogy becsapták, Scully rátalál Hendershotra és mindketten kiosonnak a vizsgálóból.
Doggett megvizsgálta Duffy ujjlenyomatait, és kiderítette, hogy azok egy másik férfiéi, aki harminc évvel ezelőtt meghalt. Doggett érintkezésbe lép egy régi katonatársával, Knowle Rohrer, és megkéri, hogy kutassa fel Duffy valódi személyazonosságát. Habár Rohrer biztosítja Doggettet, hogy ki fogja vizsgálni az esetet, az ügynököt azonban nem győzi meg, azt hiszi, hogy Duffy a CIA ügynöke. Ezt bizalmasan közli Skinnerrel, aki elmondja neki hogyan tud segíteni Scullynak a katonai kórházban. Scully és Hendershot kiosonnak az épületből, de Rohrer és számos tengerészgyalogos rájuk talál, azt állítva, hogy Dgogett küldte őket a megmentésükre. Elhajtanak Scullyval és Hendershottal, de Hendershotnál megindul a szülés. A két nőt elválasztják egymástól, Scullynak pedig nyugtatót adnak be. Mikor felébred, Doggett tájékoztatja, hogy Hendershot megszülte a gyermeket, amely normális lett. Azonban Scully meg van győződve arról, hogy valami nincs rendben, de semmi több nem jut eszébe. Egy következő visszaemlékezésben Scully elmondja Muldernek, hogy a mesterséges megtermékenyítés nem sikerült, de ő azt mondja Scullynak: "Soha ne mondj le a csodáról".